# Photodiodenverstärker
Ein Photodiodenverstärker oder auch Fotodiodenverstärker ist ein elektronischer Verstärker, der den Photostrom einer Photodiode verstärkt.
Die einfachste Möglichkeit ist ein Bipolartransistor, dessen Basisstrom der Fotostrom ist. Die Kombination in einem Bauelement ist der Fototransistor, der jedoch nicht als Verstärker bezeichnet wird.
Für Messzwecke und hohe Linearitäts- und Empfindlichkeitsanforderungen werden aus Operationsverstärkern gebildete Transimpedanzverstärker (TIA von engl. Transimpedance Amplifier) eingesetzt, die eine zum Fotostrom proportionale elektrische Spannung abgeben.

## Einsatzgebiet und Bedeutung
Der Photodiodenverstärker stellt das Standardverfahren dar, wenn es darum geht, Lichtintensitäten mithilfe von Photodioden messtechnisch zu erfassen. Die Schaltung ist in der Praxis relativ einfach zu realisieren, da man neben einer Stromversorgung und einem Operationsverstärker lediglich eine Photodiode und eine Rückkopplungsimpedanz benötigt. Der nutzbare optische Spektralbereich hängt allein von der verwendeten Photodiode ab. Es gibt spezialisierte Photodioden für den sichtbaren (VIS), den ultravioletten (UV) und den infraroten (IR) Bereich. Der übertragene elektronische Frequenzbereich hängt sowohl von der Photodiode als auch vom Operationsverstärker und der Rückkopplungsimpedanz ab.
Der Photodiodenverstärker weist einen weiten, linearen Dynamikbereich auf. Bei einem festen Rückkopplungswiderstand beträgt der Dynamikbereich etwa 103 bis 104, je nach Rauscheigenschaften von Photodiode und Operationsverstärker. Typische Werte für den Rückkopplungswiderstand liegen bei 100 Ω bis 1 GΩ. Durch Wechsel des Rückkopplungswiderstands kann damit ein sehr großer Intensitätsbereich abgedeckt werden. Es ist jedoch zu beachten, dass die Bandbreite mit zunehmendem Rückkopplungswiderstand verringert wird. Darüber hinaus muss berücksichtigt werden, dass die Dimensionierung der optimalen Rückkopplungskapazität vom Rückkopplungswiderstand abhängt.
Mit Photodioden, ausgenommen Avalanche-Photodioden, werden in der Regel nicht ganz die hohen Lichtsensitivitäten von Photomultipliern erreicht. Aufwand und Kosten für die benötigte Elektronik sind bei der Photodiode jedoch erheblich geringer.

## Elektrisches Verhalten

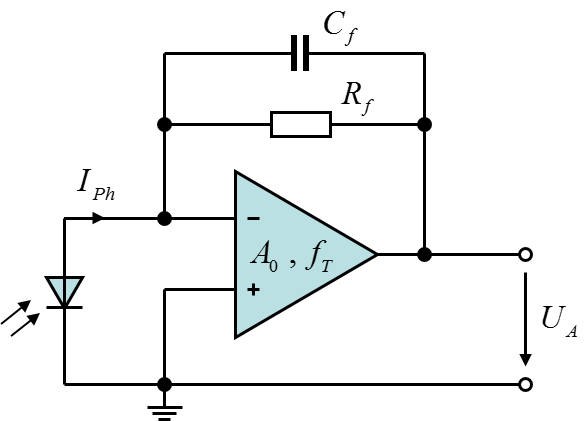
Schaltung eines Photodiodenverstärkers

### Definition von relevanten Größen in üblichen Einheiten
Die im Folgenden definierten Parameter gelten für alle Gleichungen in diesem Artikel. Ergänzend sind die zugehörigen SI-Einheiten bzw. abgeleiteten SI-Einheiten angegeben.
- {\displaystyle V(\omega )={\frac {U_{A}}{I_{Ph}}}} : Verstärkung bzw. Transimpedanz in V/A des Photodiodenverstärkers (ist im Allgemeinen komplexwertig)
- {\displaystyle I_{Ph}} : Photostrom in A
- {\displaystyle U_{A}} : Ausgangsspannung in V
- {\displaystyle \omega =2\pi f} : Kreisfrequenz in 1/s
- {\displaystyle f} : Schwingungsfrequenz in Hz
- {\displaystyle j} : Imaginäre Einheit
- {\displaystyle R_{f}} : Rückkopplungswiderstand bzw. Feedback-Widerstand in Ω
- {\displaystyle C_{f}} : Rückkopplungskapazität bzw. Feedback-Kapazität in F
- {\displaystyle A_{0}} : Maximale Leerlaufspannungsverstärkung bzw. Open-loop-Spannungsverstärkung (bei {\displaystyle \omega =0}) des Operationsverstärkers (OPV)
- {\displaystyle f_{T}=\omega _{T}/(2\pi )} : Transitfrequenz in Hz des Operationsverstärkers (bei dieser Frequenz ist die Leerlaufspannungsverstärkung gleich 1)
- {\displaystyle f_{g}=\omega _{g}/(2\pi )} : Grenzfrequenz (−3 dB) in Hz des Photodiodenverstärkers
- {\displaystyle C_{Ph}} : Parallelkapazität der Photodiode in F
- {\displaystyle R_{Ph}} : Parallelwiderstand der Photodiode in Ω

Alle im Folgenden dargestellten Gleichungen sind grundsätzlich auch für beliebige andere Stromquellen als Photodioden anwendbar, wenn diese durch eine parallel geschaltete Impedanz charakterisierbar sind.

### Gleichstromverhalten
Im Gleichstromfall beträgt die Verstärkung (Transimpedanz):
{\displaystyle V(\omega =0)={\frac {U_{A}}{I_{Ph}}}=-R_{f}}
Hier wird die Verstärkung also allein vom Rückkopplungswiderstand bestimmt. Wegen der Rückkopplung auf den negativen Eingang ist das Vorzeichen der Ausgangsspannung invertiert. Um eine positive Ausgangsspannung zu erhalten, kann man die Photodiode auch umdrehen. Der Photostrom, welcher stets in der Dioden-Sperrrichtung fließt, ist dann auch im Schaltbild entsprechend andersherum einzuzeichnen.

### Übertragungsverhalten bei Annahme eines idealen OPVs
Wenn ein idealer OPV ({\displaystyle A_{0}=\infty } und {\displaystyle f_{T}=\infty }) angenommen wird, beträgt die Verstärkung (Transimpedanz):
{\displaystyle V(\omega )={\frac {U_{A}(\omega )}{I_{Ph}(\omega )}}={\frac {-R_{f}}{1+j\omega R_{f}C_{f}}}}
Da auf der rechten Seite der Gleichung die imaginäre Einheit {\displaystyle j} auftaucht, ist die Transimpedanz komplexwertig, was bedeutet, dass der Photodiodenverstärker eine Phasenverschiebung verursachen kann. Beim idealen OPV weist der Verstärker ein einfaches Tiefpassverhalten 1. Ordnung auf. Dabei entstehen keine Amplitudenüberhöhungen. Dieses Verhalten kann durch eine hinreichend (siehe unten) große Rückkopplungskapazität {\displaystyle C_{f}} erzwungen werden, wobei jedoch die Grenzfrequenz, d. h. die Bandbreite, verringert wird. Die Grenzfrequenz (−3 dB) beträgt hier:
{\displaystyle f_{g}={\frac {1}{2\pi R_{f}C_{f}}}}

### Übertragungsverhalten bei Annahme eines realen (kompensierten) OPVs

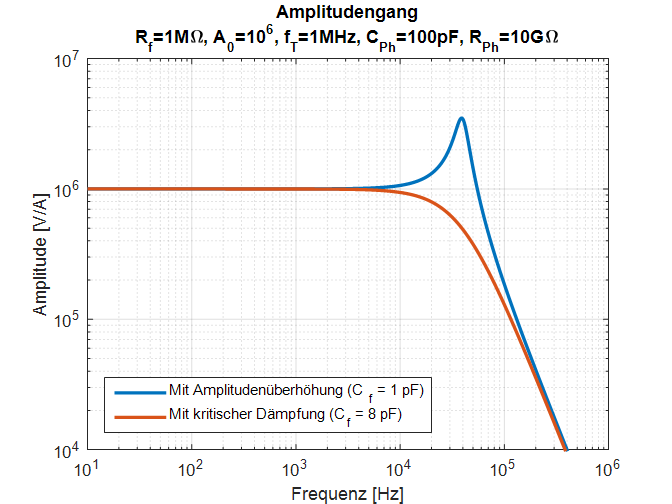
Amplitudengang (Beispiel)

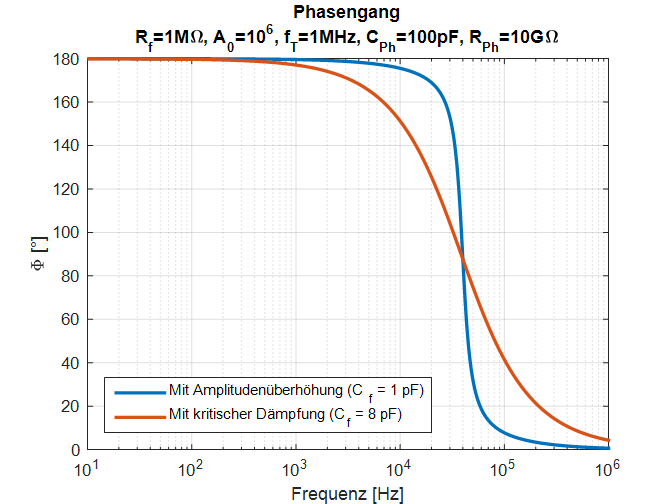
Phasengang (Beispiel)

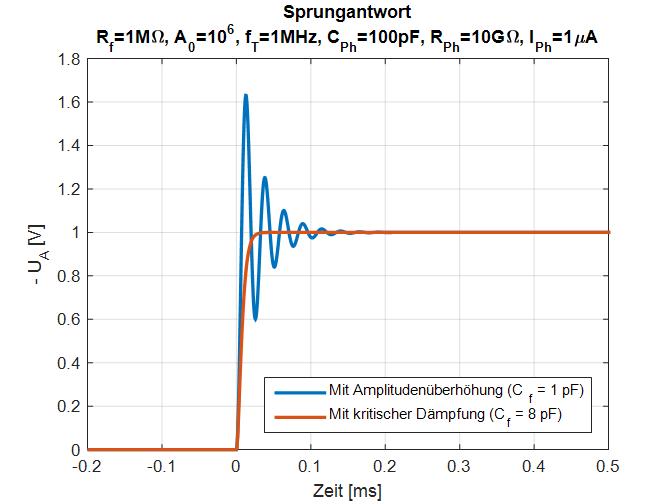
Sprungantwort (Beispiel)

Im Allgemeinen müssen die realen Eigenschaften des Operationsverstärkers berücksichtigt werden, um insbesondere bei höheren Frequenzen das Übertragungsverhalten des Photodiodenverstärkers angemessen analytisch beschreiben zu können. Die Verstärkung (Transimpedanz) beträgt in guter Näherung:
{\displaystyle V(\omega )={\frac {U_{A}(\omega )}{I_{Ph}(\omega )}}={\frac {-R_{f}}{1-{\frac {\omega ^{2}}{\omega _{T}}}R_{f}(C_{f}+C_{Ph})+j\omega \left({\frac {1}{\omega _{T}}}+R_{f}\left({\frac {1}{R_{Ph}\omega _{T}}}+C_{f}+{\frac {C_{Ph}}{A_{0}}}\right)\right)}}}
Bei der Herleitung dieser Gleichung wurde angenommen, dass der OPV kompensiert ist, d. h., ein Tiefpassverhalten 1. Ordnung aufweist. Der OPV ist dann durch zwei Parameter ({\displaystyle A_{0}} und {\displaystyle f_{T}}) beschreibbar. Terme, die {\displaystyle 1/A_{0}} oder {\displaystyle 1/R_{Ph}} enthalten, können ggf. vernachlässigt werden, weil diese beiden Werte in der Regel sehr klein sind.
Da im Nenner {\displaystyle \omega ^{2}} auftaucht, weist der Photodiodenverstärker ein Tiefpassverhalten 2. Ordnung auf. Entsprechend kann (in Abhängigkeit von den Bauteileeigenschaften) eine Amplitudenüberhöhung (siehe unten) in der Nähe der Grenzfrequenz auftreten.
Um die weiteren Gleichungen übersichtlich zu halten, werden folgende Abkürzungen eingeführt:
{\displaystyle a={\frac {1}{\omega _{T}}}+R_{f}\left({\frac {1}{R_{Ph}\omega _{T}}}+C_{f}+{\frac {C_{Ph}}{A_{0}}}\right)}
{\displaystyle b={\frac {R_{f}}{\omega _{T}}}(C_{f}+C_{Ph})}
Die Grenzfrequenz (−3 dB) ergibt sich dann zu:
{\displaystyle f_{g}={\frac {1}{2\pi }}{\sqrt {{\frac {1}{2b^{2}}}\left(2b-a^{2}\right)+{\sqrt {{\frac {1}{4b^{4}}}\left(2b-a^{2}\right)^{2}+{\frac {1}{b^{2}}}}}}}}
Der Amplitudengang lässt sich mit folgender Gleichung berechnen:
{\displaystyle |V(\omega )|={\frac {|U_{A}(\omega )|}{|I_{Ph}(\omega )|}}={\frac {R_{f}}{\sqrt {\left(1-\omega ^{2}b\right)^{2}+(\omega a)^{2}}}}}
Aus dem Amplitudengang kann abgeleitet werden, bei welcher Frequenz ggf. eine Amplitudenüberhöhung (Gain-Peak) auftritt:
{\displaystyle f_{GP}={\frac {1}{2\pi }}{\sqrt {\frac {\omega _{T}}{R_{f}(C_{f}+C_{Ph})}}}}
Der Phasengang wird durch folgende Gleichung beschrieben:
{\displaystyle \phi (\omega )=-{\frac {180^{\circ }}{\pi }}\cdot \arctan \left({\frac {\omega a}{1-\omega ^{2}b}}\right)-180^{\circ }\cdot \sigma \left(\omega -\omega _{GP}\right)+180^{\circ }}
Die Polstelle im Argument der Arcustangens-Funktion wird durch den Phasensprung um −180° bei {\displaystyle \omega _{GP}=2\pi f_{GP}} kompensiert. Die Invertierung des Eingangssignals findet durch die frequenzunabhängige Addition von 180° Berücksichtigung.
Die Sprungantwort des Photodiodenverstärkers kann mit Hilfe der Laplace-Transformation berechnet werden. Dabei ist folgende Fallunterscheidung durchzuführen:
Fall A)
{\displaystyle \ \ \ {k_{3}}^{2}={k_{2}}^{2}-{k_{1}}^{2}>0\ \ \ {\mbox{mit}}\ \ \ k_{1}={\frac {a}{2b}}\ ,\ \ \ k_{2}={\frac {1}{\sqrt {b}}}\ \ \ }
Es ergeben sich Überschwinger bei der Sprungantwort:
{\displaystyle U_{A}(t)=-I_{Ph}R_{f}\left[1-e^{-k_{1}t}\left\{{\frac {k_{1}}{k_{3}}}\sin(k_{3}t)+\cos(k_{3}t)\right\}\right]}
Fall B)
{\displaystyle \ \ \ {k_{3}}^{2}={k_{1}}^{2}-{k_{2}}^{2}>0\ \ \ {\mbox{mit}}\ \ \ k_{1}={\frac {a}{2b}}\ ,\ \ \ k_{2}={\frac {1}{\sqrt {b}}}\ \ \ }
Es ergeben sich keine Überschwinger bei der Sprungantwort:
{\displaystyle U_{A}(t)=-I_{Ph}R_{f}\left[1-e^{-k_{1}t}\left\{{\frac {k_{1}}{k_{3}}}\sinh(k_{3}t)+\cosh(k_{3}t)\right\}\right]}
Gelegentlich schaltet man in Sperrrichtung eine Vorspannung in Reihe zur Photodiode, um eine steilere Sprungantwort zu erhalten. Dieser Effekt basiert darauf, dass die effektive Parallelkapazität der Photodiode sinkt, wenn man eine Vorspannung verwendet. Die aufgeführten Gleichungen für das Übertragungsverhalten bleiben dabei jedoch gültig.

### Dimensionierung der Rückkopplungskapazität zur Vermeidung von Amplitudenüberhöhungen
Um Überhöhungen im Amplitudengang (Gain-Peak) und damit auch zeitliches Überschwingen zu vermeiden, ohne die Bandbreite des Photodiodenverstärkers unnötig einzuschränken, sollte die Rückkopplungskapazität folgendermaßen gewählt werden:
{\displaystyle C_{f}={\sqrt {\frac {4\,C_{Ph}}{R_{f}\,\omega _{T}}}}}
Diese Gleichung gilt unter Annahme eines kompensierten OPVs und stellt eine kritische Dämpfung (entspricht einem Tiefpassverhalten 1. Ordnung) her. Bei Verwendung von unkompensierten OPVs muss {\displaystyle C_{f}} ggf. etwas größer gewählt werden, um Amplitudenüberhöhungen zu vermeiden. An dieser Gleichung wird deutlich, dass das frequenzabhängige und zeitliche Übertragungsverhalten des Photodiodenverstärkers maßgeblich von der Parallelkapazität {\displaystyle C_{Ph}} der Photodiode und von der Transitfrequenz {\displaystyle f_{T}} des OPVs abhängt. Der Einfluss dieser beiden Größen darf daher insbesondere dann nicht vernachlässigt werden, wenn die Photodiode großflächig (d. h. großes {\displaystyle C_{Ph}}) ist und/oder die Transitfrequenz des OPVs klein ist.